# LOVE PUNCH
LOVE PUNCH es el primer álbum de la cantante Ai Otsuka, lanzado el 31 de marzo del 2004.
El título de LOVE proviene del propio nombre de la artista, ya que Ai significa amor en japonés. El álbum logró ventas bastante buenas, debutando en el tercer lugar de Oricon, y vendiendo más de 68 mil copias.

## Lista de canciones
Todas las canciones escritas y compuestas por Ai Otsuka, fueron arregladas por el Ai×Ikoman. 
| CD  |                                                                       |          |  |
| N.º | Título                                                                | Duración |  |
| 1.  | «pretty voice»                                                        | 3:33     |  |
| 2.  | «Momo no Hanabira (桃ノ花ビラ?)»                                      | 4:55     |  |
| 3.  | «Sakuranbo (さくらんぼ?)»                                             | 3:56     |  |
| 4.  | «GIRLY»                                                               | 4:02     |  |
| 5.  | «Ame no Naka no Melody (雨の中のメロディー Ame no Naka no Merodeii?)» | 5:08     |  |
| 6.  | «Shabondama (しゃぼん玉?)»                                            | 4:30     |  |
| 7.  | «Ishikawa Osaka Yukou Joyaku (石川大阪友好条約?)»                     | 3:55     |  |
| 8.  | «Kataomoi Dial (片想いダイヤル Kataomoi Daiyaru?)»                    | 4:22     |  |
| 9.  | «Honey (ハニー Hanii?)»                                               | 2:18     |  |
| 10. | «Amaenbo (甘えんぼ?)»                                                 | 4:14     |  |
| 11. | «Always Together»                                                     | 5:03     |  |

| DVD | |              |          |  |
| N.º | Título | Director(es) | Duración |  |
| 1.  | «Shabondama (しゃぼん玉?)» (Music Clip)                                                                           |              |          |  |
| 2.  | «Special Talk "Yousuke Otsuka Ai no 「Ai××LOVE×PUNCH」" ( スペシャルトーク "洋介・大塚 愛の「愛××LOVE×PUNCH」"?)» |              |          |  |
| 3.  | «Kataomoi Dial (片想いダイヤル Kataomoi Daiyaru?)» (Ending Edition)                                               |              |          |  |

- Datos: Q3116946